# 沙托伊區

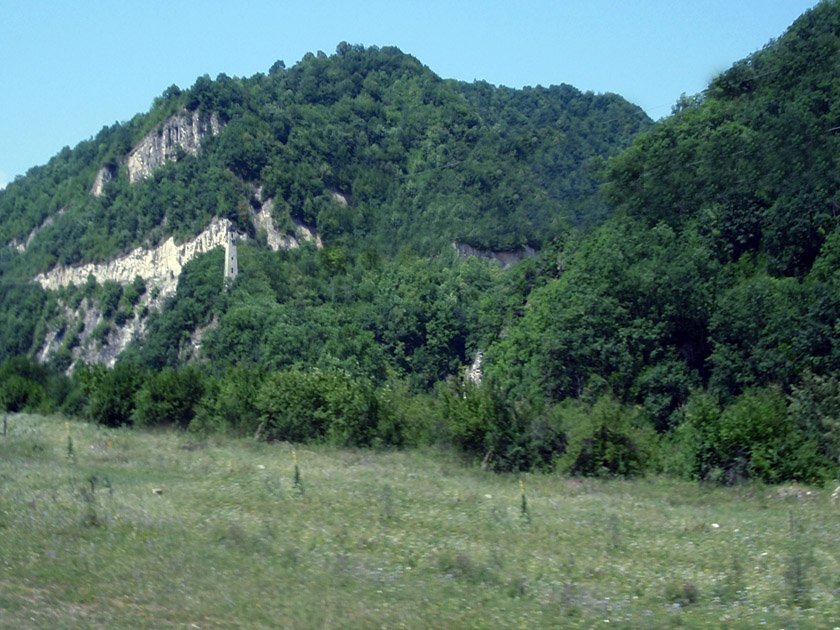

42°52′18″N 45°41′57″E / 42.87167°N 45.69917°E
沙托伊區（俄语：Шатойский район），是俄羅斯的一個區，位於該國西南部，由車臣共和國負責管轄，面積505平方公里，2010年人口16,812，人口密度每平方公里33.29人。